# Bodegas Quitapenas

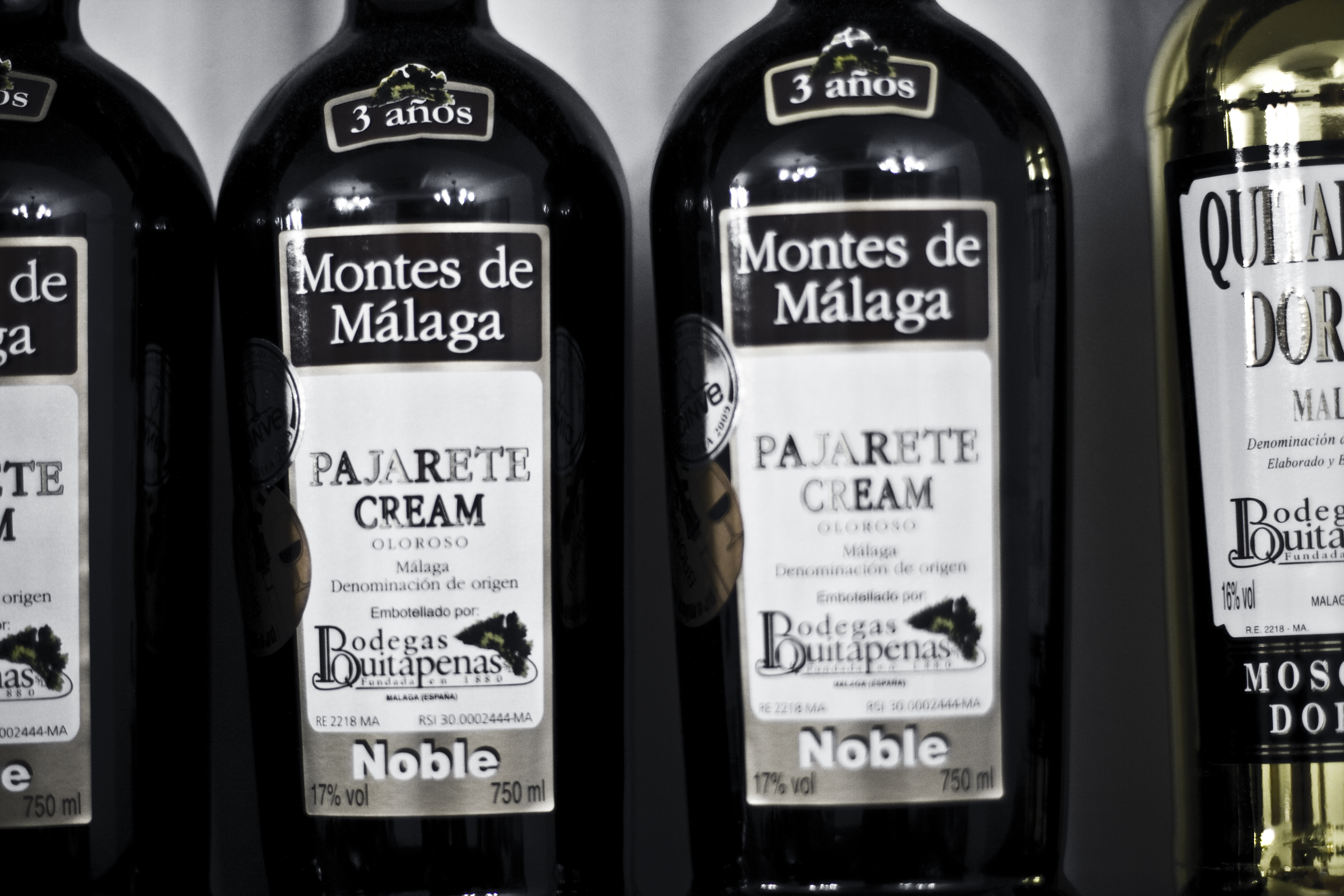
Quitapenas Málaga pajarete cream noble.

Las Bodegas Quitapenas son una empresa vinícola española que produce vinos bajo las denominaciones de origen Málaga y Sierras de Málaga, y miembro de su Consejo Regulador desde los años 1940.
Fue fundada en 1880, después de que la plaga de la filoxera arrasara las viñas que los herederos de Ramón Suárez tenían en el pueblo de Cútar, y la producción se trasladara al Valle de las Viñas en Miraflores del Palo, en el actual distrito Este de Málaga.
Las bodegas producen gran variedad de vinos, sobre todo vinos de postre y de aperitivo de las variedades Pedro Ximénez y Moscatel con denominación Málaga. De los Sierras de Málaga elabora tintos con la variedad Romé y blancos secos y semisecos con Moscatel y Airén.